# Goniurosaurus
Thạch sùng mí (Danh pháp khoa học: Goniurosaurus) là một chi gồm loài bò sát thuộc họ Eublepharidae.

## Đặc điểm chung
Hầu hết các loài này sống ở các hang đá sâu thuộc các dãy núi đá vôi, và là các loài hoạt động, kiếm ăn vào ban đêm nên chúng có đôi mắt rất lớn với độ mở rất lớn để ánh sáng lọt vào nhiều nhất giúp chúng nhìn thấy kẻ thù để chạy trốn và con mồi để tấn công cho nên chúng có gờ mí mắt nổi rõ hơn hẳn. Da chúng có đốm như da báo và màu sắc sặc sỡ.
Thạch sùng mí ngoài những chiếc chân dài, chúng được trang điểm sắc màu đẹp đến từng chi tiết. Với chiếc đuôi nguyên bản chỉ hơi phồng ở gốc, nhưng khi chúng bị đứt đuôi chiếc đuôi tái sinh sẽ phồng lên lớn hơn so với bình thường và rất rõ. Những chiếc duôi tái sinh của thạch sung mí là một quá trình phát triển của nhóm bò sát này. Đuôi tái sinh không chỉ phát triển hệ cơ, mạch máu, hệ xương mà còn cả hệ thần kinh.

## Các loài
Chi này gồm 15 loài, phân bố trong các nhóm như sau:
- Nhóm luii
  - Goniurosaurus araneus Grismer, Viets & Boyle, 1999 - Thạch sùng mí Việt Nam hay thạch sùng mí Việt. Mẫu thu tại Cao Bằng. Phân bố: Việt Nam (tỉnh Cao Bằng) và Trung Quốc (tỉnh Quảng Tây).
  - Goniurosaurus bawanglingensis Grismer, Haitao, Orlov & Anajeva, 2002. Mẫu thu tại Khu bảo hộ tự nhiên quốc gia Bá Vương Lĩnh (tỉnh Hải Nam. Phân bố: Trung Quốc (tỉnh Hải Nam).
  - Goniurosaurus catbaensis Ziegler, Truong, Schmitz, Stenke & Rösler, 2008 - Thạch sùng mí Cát Bà. Mẫu thu tại đảo Cát Bà. Phân bố: Việt Nam (thành phố Hải Phòng).
  - Goniurosaurus huuliensis Orlov, Ryabov, Nguyen, Nguyen & Ho, 2008 - Thạch sùng mí Hữu Liên. Mẫu thu tại Khu bảo tồn thiên nhiên Hữu Liên (huyện Hữu Lũng, tỉnh Lạng Sơn). Phân bố: đông bắc Việt Nam (tỉnh Lạng Sơn).
  - Goniurosaurus liboensis Wang, Yang & Grismer, 2013. Mẫu vật thu được tại huyện Lệ Ba, tỉnh Quý Châu. Phân bố: Trung Quốc (Quý Châu).
  - Goniurosaurus luii Grismer, Viets & Boyle, 1999– Thạch sùng mí Luii. Mẫu thu tại Bằng Tường, Quảng Tây. Phân bố: Trung Quốc (Hải Nam, Quảng Tây), Việt Nam.
  - Goniurosaurus yingdeensis Wang, Yang & Cui, 2010– Yingde Leopard Gecko. Mẫu vật thu được tại Anh Đức (Thanh Viễn, Quảng Đông). Phân bố: Trung Quốc (tỉnh Quảng Đông).
  - Goniurosaurus zhelongi Wang, Jin, Li & Grismer, 2014. Mẫu vật thu được tại Khu bảo hộ tự nhiên Thạch Môn Đài, Anh Đức (Thanh Viễn, Quảng Đông). Phân bố: Trung Quốc (tỉnh Quảng Đông).
- Nhóm lichtenfelderi
  - Goniurosaurus hainanensis Barbour, 1908– Hainan Leopard Gecko. Phân bố: Trung Quốc (đông nam tỉnh Hải Nam).
  - Goniurosaurus lichtenfelderi (Mocquard, 1897) - Thạch sùng mí vạch hay Thạch sùng mí Lichtenfelder. Mẫu thu tại Chí Linh, tỉnh Hải Dương. Phân bố: Trung Quốc (Hải Nam, Quảng Tây), Việt Nam.
- Nhóm kuroiwae
  - Goniurosaurus kuroiwae (Namiye, 1912)– Okinawa Ground Gecko. Mẫu thu tại quần đảo Lưu Cầu. Phân bố: Nhật Bản.
  - Goniurosaurus orientalis (Maki, 1931)– Tokashiki Ground Gecko. Mẫu thu tại quần đảo Lưu Cầu. Phân bố: Nhật Bản.
  - Goniurosaurus splendens (Nakamura & Uano, 1959)– Tokunoshima Ground Gecko. Mẫu thu tại quần đảo Lưu Cầu. Phân bố: Nhật Bản.
  - Goniurosaurus toyamai Grismer, Ota & Tanaka, 1994– Iheya Ground Gecko. Mẫu thu tại đảo Iheyajima, Okinawa, Nhật Bản. Phân bố: Nhật Bản.
  - Goniurosaurus yamashinae (Okada, 1936)– Kume Ground Gecko. Mẫu thu tại đảo Kumejima, Okinawa, Nhật Bản. Phân bố: Nhật Bản.